# 原郷右衛門尉
原郷 右衛門尉 （はらさと うえもんのじょう）は、戦国時代から江戸時代初期にかけての人物。真田氏家臣。

## 人物
父は1580年（天正8年）の不動山城攻めや、明徳寺城攻めに加わった真田氏家臣の海野中務大輔であり、1615年（慶長20年）大坂夏の陣で真田信吉に従軍する。天王寺・岡山の戦いで天王寺口へ乗り込み討死する。